# Murderbot
Murderbot este un serial TV american science fiction de acțiune de comedie creat de Paul Weitz și Chris Weitz pentru Apple TV+. Este bazat pe All Systems Red, prima carte din seria The Murderbot Diaries de Martha Wells. 
Serialul îl are în rolul principal pe Alexander Skarsgård. Primul sezon de zece episoade a avut premiera la 16 mai 2025. În iulie 2025, serialul a fost reînnoit cu un al doilea sezon. Showrunner-ul Chris Weitz a sugerat că al doilea sezon va combina următoarele trei cărți ale seriei.

## Episoade
| Nr. | Titlu                        | Regizat de      | Scris de                              | Data difuzării |
| --- | ---------------------------- | --------------- | ------------------------------------- | -------------- |
| 1 | „FreeCommerce”               | Paul Weitz      | Scenariu de: Paul Weitz & Chris Weitz | 16 mai 2025    |
| Un cyborg de securitate privată, enervat de oameni, piratează modulul care îl obligă să le asculte comenzile. Ascunzându-și noua autonomie pentru a evita să fie distrus, SecUnit se redenumește Murderbot dintr-un capriciu. O echipă de cercetători este obligată să-l accepte pe Murderbot în misiunea lor pentru a îndeplini cerințele de asigurare, dar ezită să se folosească de el, deoarece pare a fi sclavie. Pe planetă, Murderbot se bucură să urmărească reluările unor emisiuni TV, în special serialul The Rise and Fall of Sanctuary Moon. Doi cercetători sunt atacați de o creatură masivă asemănătoare unui centiped, dar sunt salvați de Murderbot. Bharadwaj este grav rănită, iar Arada intră în șoc. În timp ce le aduce înapoi în habitat, Murderbot își dă masca pentru a-și dezvălui fața umană și a o consola pe Arada. După ce revin în habitat, omul augmentat Gurathin devine suspicios datorită acestui comportament, dar și datorită altor indicii că Murderbot nu se comportă așa cum ar trebui să o facă o unitate SecUnit. Echipa își dă seama că există lacune inexplicabile în hărțile planetare și în datele care le-au fost furnizate, iar Murderbot îi asigură pe membrii echipajului că nu știe de ce. |                              |                 |                                       |                |
| 2 | „Eye Contact”                | Chris Weitz     | Chris Weitz & Paul Weitz              | 16 mai 2025    |
| 3 | „Risk Assessment”            | Toa Fraser      | Paul Weitz & Chris Weitz              | 23 mai 2025    |
| 4 | „Escape Velocity Protocol”   | Toa Fraser      | Chris Weitz & Paul Weitz              | 30 mai 2025    |
| 5 | „Rogue War Tracker Infinite” | Paul Weitz      | Paul Weitz & Chris Weitz              | 6 iunie 2025   |
| 6 | „Command Feed”               | Aurora Guerrero | Chris Weitz & Paul Weitz              | 13 iunie 2025  |
| 7 | „Complementary Species”      | Roseanne Liang  | Paul Weitz & Chris Weitz              | 20 iunie 2025  |
| 8 | „Foreign Object”             | Aurora Guerrero | Chris Weitz & Paul Weitz              | 27 iunie 2025  |
| 9 | „All Systems Red”            | Roseanne Liang  | Paul Weitz & Chris Weitz              | 4 iulie 2025   |
| 10 | „The Perimeter”              | Paul Weitz      | Chris Weitz & Paul Weitz              | 11 iulie 2025  |